# Мілен
Мілен (нім. Miehlen) — громада в Німеччині, розташована в землі Рейнланд-Пфальц. Входить до складу району Рейн-Лан. Складова частина об'єднання громад Наштеттен.
Площа — 15,01 км2. Населення становить 1976 ос. (станом на 31 грудня 2020).
Мілен – батьківщина німецького розбійника Шиндерганнеса.

## Галерея

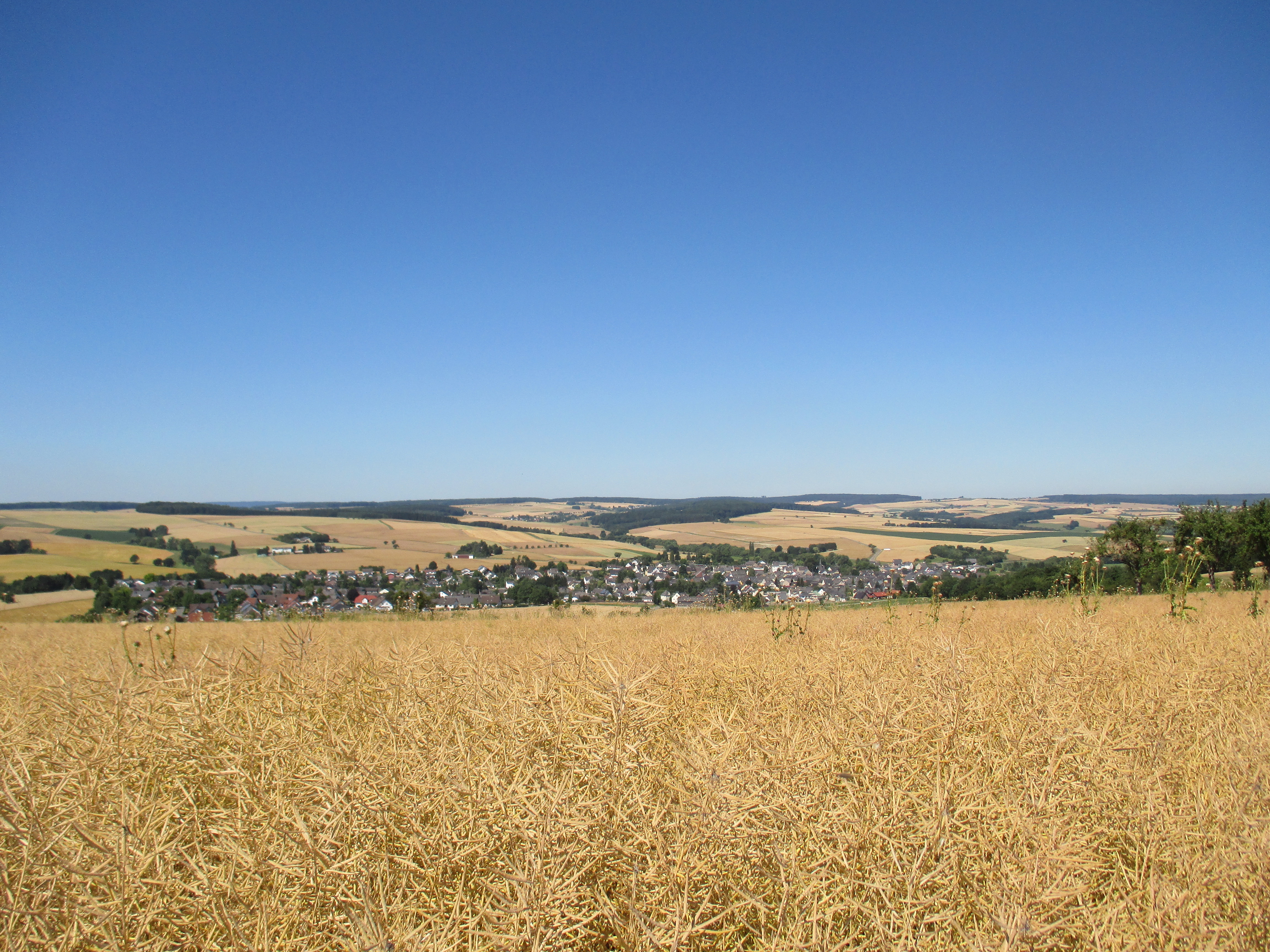
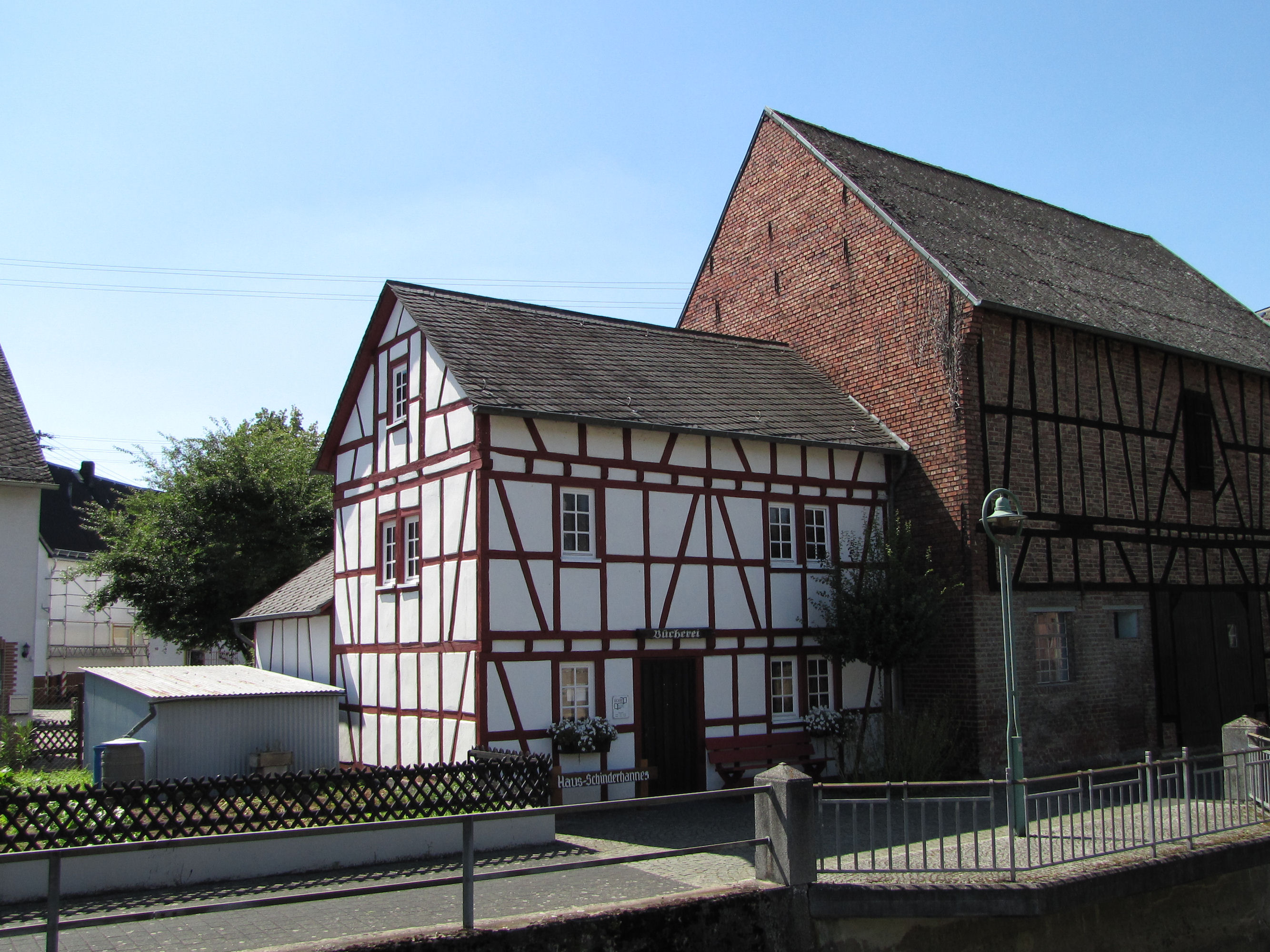
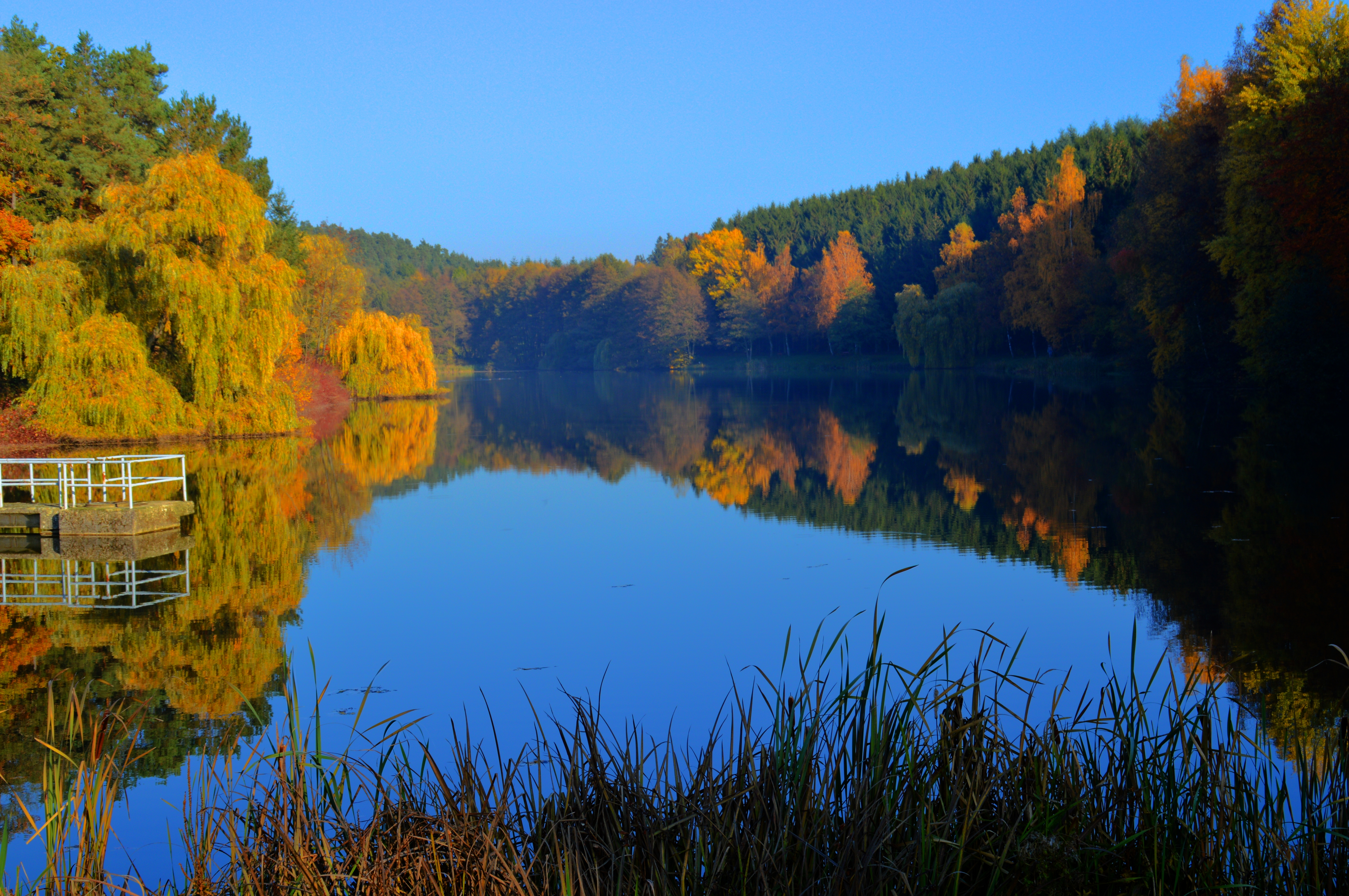